# Niaqornaarsuk Helistop
Niaqornaarsuk Helistop (IATA: , ICAO: BGNK) er et grønlandsk helistop beliggende i Niaqornaarsuk, med et græslandingsområde med en radius på 13,5 m. I 2008 var der 172 afrejsende passagerer fra helistoppet fordelt på 37 starter (gennemsnitligt 4,65 passagerer pr. start).
Niaqornaarsuk Helistop drives af Mittarfeqarfiit, Grønlands Lufthavnsvæsen. Statens Luftfartsvæsen fører tilsyn med helistoppet.

## Eksterne links
- AIP for BGNK fra Statens Luftfartsvæsen Arkiveret 24. februar 2012 hos  Wayback Machine